# Moyes Peak
Der Moyes Peak ist ein 1200 m hoher, kleiner und felsiger Berggipfel nahe der Mawson-Küste des ostantarktischen Mac-Robertson-Lands. Er überragt den Eisschild 3 km nördlich des Pearce Peak und 19 km südwestlich des Falla Bluff.
Entdeckt wurde er im Februar 1931 von Teilnehmern der British Australian and New Zealand Antarctic Research Expedition (1929–1931) unter der Leitung des australischen Polarforschers Douglas Mawson. Dieser benannte ihn nach Morten Henry Moyes (1886–1981), dem Kartografen der Forschungsreise. Die genaue Position des Gipfels wurde anhand von Luftaufnahmen verifiziert, die am 26. Februar 1947 im Rahmen der Operation Highjump (1946–1947) entstanden.